# Hermann Otto (Schriftsteller)
Hermann Waldemar Otto (* 14. April 1863 in Hohenstein; † 11. Januar 1941 in Düsseldorf) war ein deutscher Schriftsteller, Journalist, Artist und Bergbauunternehmer. Als Autor gebrauchte er zumeist das Pseudonym Signor Saltarino.

## Leben
Otto begann eine kaufmännische Ausbildung, die er abbrach, und ging ab 1879 auf Wanderschaft. Nach Aufenthalten in Leipzig und Magdeburg zog er nach Böhmen, wo er sich einer Komödiantentruppe anschloss. Später schloss sich Otto als Kunstreiter den Wanderzirkussen Warge, Gebrüder Blumenfeld und Althoff an und trat in Deutschland, Ost- und Südosteuropa auf.
Neben seiner artistischen Tätigkeit betätigte sich Otto auch schriftstellerisch und verfasste Novellen, Romane und historische Beschreibungen. 1886 erhielt er in Düsseldorf eine Anstellung bei der Zeitschrift Der Artist; später wurde er deren Hauptschriftleiter.
Mit seiner Heimatstadt blieb er sehr verbunden. Nach dem Niedergang des Bergbaus in Hohenstein engagierte er sich für dessen Wiederbelebung. So konnte er 1914 den Münchner Chemiker Paul von Gans für eine Mutung der stillgelegten Arsenik-, Blei und Kupfer-Zeche Lampertus gewinnen. Als Gans im darauffolgenden Jahre verstarb, übernahm Otto das Bergbaurecht selbst und konnte den Charlottenburger Fabrikanten Baldus als Teilhaber gewinnen. Die Aufgewältigungs- und Untersuchungsarbeiten wurden nach Kriegsende begonnen und 1920 nach dem Tode des Kompagnons wieder eingestellt. Weitere Versuche, finanzkräftige Teilhaber für die Zeche zu finden, scheiterten ebenso wie eine Verpachtung an eine Bergbaugesellschaft. Ottos finanzielle Mittel waren erschöpft, das Bergbaurecht wurde ihm 1926 entzogen.
Bekanntheit erlangte er durch das unter dem Pseudonym Signor Saltarino in mehreren Auflagen erschienene Artisten-Lexikon. Weitere Schriften veröffentlichte er als Hermann Waldemar Otto und Waldemar Hohenthal. Im bürgerlichen Leben zeichnete er stets als Hermann Otto. Nach seinem Tode wurde Ottos Urne entsprechend seinem letzten Wunsch nach Hohenstein-Ernstthal überführt und dort beigesetzt.

## Publikationen
- Signor Saltarino: Artisten-Lexikon : biographische Notizen über Kunstreiter, Dompteure, Gymnastiker, Clowns, Akrobaten ... aller Länder und Zeiten
- Signor Saltarino: Das Artistentum und seine Geschichte, Huber und Herpel,	Offenbach am Main
- Signor Saltarino: Fahrend Volk : Abnormitäten, Kuriositäten u. interessante Vertreter d. wandernden Künstlerwelt (PDF; 37,4 MByte)
- Hermann Waldemar Otto: Obergärig
- Hermann Waldemar Otto: Zu Düsseldorf am Rheine
- Hermann Waldemar Otto: Düsseldorfer Bohèmeleben vor vierzig Jahren